# Apophaula ocellata
Apophaula ocellata là một loài bọ cánh cứng trong họ Cerambycidae.